# Tree Rollins
Wayne Monte "Tree" Rollins (Winter Haven, Florida, 15 de junio de 1955)  es un exjugador y entrenador de baloncesto estadounidense que jugó durante 18 temporadas en la NBA. Con 2,16 metros de altura, lo hacía en la posición de pívot. Después de retirarse se convirtió en entrenador, llegando a dirigir durante una temporada a las Washington Mystics de la WNBA.

## Trayectoria deportiva

### Universidad
Jugó durante cuatro temporadas con los Tigers de la Universidad Clemson, en las que promedió 13,3 puntos y 11,9 rebotes por partido. Fue elegido en tres ocasiones en el segundo mejor quinteto de la Atlantic Coast Conference, encadenando 110 partidos consecutivos como titular con los Tigers, lo que supuso un récord en su momento. En 1977 fue incluido en el tercer equipo All-American.

### Profesional
Fue elegido en la decimocuarta posición del Draft de la NBA de 1977 por Atlanta Hawks, dopnde se convirtió en un especialista defensivo. En la temporada 1982-83 promedió 7,8 puntos, 9,3 rebotes y 4,3 tapones por partido, liderando la NBA en este apartado, y siendo elegido en el segundo mejor quinteto defensivo de liga.
Al año siguiente quedó segundo en la lista de mejores taponadores, por detrás de Mark Eaton, siendo incluido esta vez en el mejor quinteto defensivo. Tras 11 temporadas en los Hawks, decidió cambiar de aires, firmando como agente libre por los Cleveland Cavaliers, donde jugó dos temporadas como suplente de Brad Daugherty. Tras renunciar el equipo a sus derechos, fichó en la temporada 1990-91 por Detroit Pistons, donde apenas dispuso de poco más de 5 minutos por partido, para promediar 1 punto y 1,1 rebotes por noche.
Ya con 36 años, es contratado por los Houston Rockets para dar minutos de descanso a su pívot titular, Hakeem Olajuwon. Allí permanece dos temporadas, firmando en la temporada 1993-94 por Orlando Magic, para cumplir la misma función que en los Rockets, esta vez a la sombra de Shaquille O'Neal. Fue con este equipo cuando al año siguiente disputó sus únicas Finales de la NBA, cayendo precisamente ante Houston en 4 partidos, tras los cuales se retiraría definitivamente a los 39 años de edad.
Al término de su carrera se colocó como cuarto mayor taponador de la historia de la NBA,con 2.542, solo por detrás de Hakeem Olajuwon, Kareem Abdul-Jabbar y Mark Eaton. En la actualidad ocupa la novena posición de la lista. En el total de su carrera promedió 5,4 puntos, 5,8 rebotes y 2,2 tapones por partido.

### Entrenador
En su última temporada como jugador, desempeñó también la función de entrenador asistente de los Orlando Magic, puesto que mantuvo hasta 1999. Los tres años siguientes los pasó como asistente en Washington Wizards e Indiana Pacers, hasta que le lleó por fin la oportunidad de hacerse con las riendas de un equipo como entrenador principal, haciéndose cargo en 2002 del banquillo de los Greenville Groove de la NBA D-League.
En 2006 entra a formar parte del equipo de entrenadores de las Washington Mystics, equipo femenino de la WNBA, llegando a ser el entrenador interino del equipo tras la dimisión de Richie Adubato.
En la temporada 2009-10 actuaría provisionalmente como entrenador de pívots de Memphis Grizzlies.

## Estadísticas de su carrera en la NBA
|  | Líder de la liga |

### Temporada regular
| Año     | Equipo    | PJ    | PT  | MPP  | %TC  | %3P  | %TL  | RPP | APP | ROB | TPP  | PPP |
| ------- | --------- | ----- | --- | ---- | ---- | ---- | ---- | --- | --- | --- | ---- | --- |
| 1977-78 | Atlanta   | 80    | —   | 22.4 | .487 | —    | .703 | 6.9 | 1.0 | .7  | 2.7  | 7.6 |
| 1978-79 | Atlanta   | 81    | —   | 23.5 | .535 | —    | .631 | 7.3 | .6  | .6  | 3.1  | 8.4 |
| 1979-80 | Atlanta   | 82    | —   | 25.9 | .558 | —    | .714 | 9.4 | .9  | .7  | 3.0  | 8.9 |
| 1980-81 | Atlanta   | 40    | —   | 26.1 | .552 | .000 | .807 | 7.2 | .9  | .7  | 2.9  | 7.0 |
| 1981-82 | Atlanta   | 79    | 39  | 25.5 | .584 | —    | .612 | 7.7 | .7  | .4  | 2.8  | 6.1 |
| 1982-83 | Atlanta   | 80    | 80  | 30.9 | .510 | .000 | .726 | 9.3 | .9  | .6  | 4.3* | 7.8 |
| 1983-84 | Atlanta   | 77    | 76  | 30.5 | .518 | —    | .621 | 7.7 | .8  | .5  | 3.6  | 8.6 |
| 1984-85 | Atlanta   | 70    | 60  | 25.0 | .549 | —    | .720 | 6.3 | .7  | .5  | 2.4  | 6.3 |
| 1985-86 | Atlanta   | 74    | 61  | 24.1 | .499 | .000 | .767 | 6.2 | .6  | .5  | 2.3  | 5.6 |
| 1986-87 | Atlanta   | 75    | 58  | 23.5 | .546 | —    | .724 | 6.5 | .3  | .6  | 1.9  | 5.4 |
| 1987-88 | Atlanta   | 76    | 59  | 23.2 | .512 | —    | .875 | 6.0 | .3  | .4  | 1.7  | 4.4 |
| 1988-89 | Cleveland | 60    | 2   | 9.7  | .449 | .000 | .632 | 2.3 | .3  | .2  | .6   | 2.3 |
| 1989-90 | Cleveland | 48    | 19  | 14.0 | .456 | .000 | .688 | 3.2 | .5  | .3  | 1.1  | 2.6 |
| 1990-91 | Detroit   | 37    | 0   | 5.5  | .424 | —    | .571 | 1.1 | .1  | .1  | .5   | 1.0 |
| 1991-92 | Houston   | 59    | 5   | 11.8 | .535 | —    | .867 | 2.9 | .3  | .2  | 1.1  | 2.0 |
| 1992-93 | Houston   | 42    | 0   | 5.9  | .268 | .000 | .750 | 1.4 | .2  | .1  | .4   | .7  |
| 1993-94 | Orlando   | 45    | 1   | 8.5  | .547 | —    | .600 | 2.1 | .2  | .2  | .8   | 1.7 |
| 1994-95 | Orlando   | 51    | 3   | 9.4  | .476 | —    | .677 | 1.9 | .2  | .1  | .7   | 1.2 |
| Total   | Total     | 1,156 | 463 | 20.8 | .522 | .000 | .700 | 5.8 | .6  | .4  | 2.2  | 5.4 |

### Playoffs
| Año   | Equipo    | PJ | PT | MPP  | %TC   | %3P  | %TL  | RPP  | APP | ROB | TPP | PPP |
| ----- | --------- | -- | -- | ---- | ----- | ---- | ---- | ---- | --- | --- | --- | --- |
| 1978  | Atlanta   | 2  | —  | 25.5 | .583  | —    | .250 | 4.5  | .5  | .5  | 2.0 | 8.0 |
| 1979  | Atlanta   | 9  | —  | 23.6 | .412  | —    | .692 | 7.9  | .6  | .3  | 2.7 | 5.7 |
| 1980  | Atlanta   | 5  | —  | 26.8 | .581  | —    | .600 | 7.6  | .6  | .4  | 2.8 | 8.4 |
| 1982  | Atlanta   | 2  | —  | 32.5 | .333  | —    | .750 | 4.0  | 1.0 | .0  | 3.0 | 3.5 |
| 1983  | Atlanta   | 3  | —  | 39.3 | .481  | —    | .333 | 10.0 | 1.0 | .3  | 3.3 | 9.7 |
| 1984  | Atlanta   | 5  | —  | 30.4 | .400  | —    | .625 | 6.8  | .2  | .4  | 2.0 | 5.0 |
| 1986  | Atlanta   | 9  | 9  | 27.6 | .553  | —    | .636 | 8.7  | .3  | .2  | 1.7 | 6.6 |
| 1987  | Atlanta   | 9  | 9  | 24.6 | .536  | —    | .714 | 5.9  | .3  | .3  | 1.8 | 4.4 |
| 1988  | Atlanta   | 12 | 12 | 27.8 | .556  | —    | .867 | 5.9  | .5  | .8  | 1.6 | 4.4 |
| 1989  | Cleveland | 5  | 0  | 14.8 | .750  | —    | .600 | 3.2  | .2  | .6  | 1.4 | 3.0 |
| 1990  | Cleveland | 3  | 0  | 12.7 | .333  | —    | .750 | 2.7  | .3  | .7  | .3  | 2.7 |
| 1991  | Detroit   | 6  | 0  | 5.3  | 1.000 | —    | —    | .5   | .0  | .2  | .2  | .7  |
| 1993  | Houston   | 6  | 0  | 2.7  | .000  | .000 | —    | .7   | .0  | .3  | .0  | .0  |
| 1994  | Orlando   | 3  | 0  | 9.7  | .400  | —    | —    | 1.0  | .0  | .3  | .3  | 1.3 |
| 1995  | Orlando   | 14 | 0  | 5.8  | .600  | —    | .250 | .4   | .0  | .0  | .4  | .5  |
| Total | Total     | 93 | 30 | 19.4 | .505  | .000 | .624 | 4.6  | .3  | .4  | 1.4 | 3.9 |